# Павел Ксиропотамский
Па́вел Ксиропота́мский (греч. Παύλος Ξηροποταμινός; мирское имя — Прокопий; IX век, Византия — IX век, Афон, Айон-Орос) — православный святой, преподобный, возобновивший на Афоне иноческую жизнь в монастыре Ксиропотам и основавший монастырь Святого Павла.

## Биография
Предположительно родился в семье византийского императора Михаила I Рангаве и был крещён с именем Прокопий. В 813 году император Михаил сложил с себя властные полномочия и постригся в монашество, а новый император Лев V Армянин, видя в мальчике конкурента в борьбе за престол, оскопил его.
Прокопиос получил хорошее образование. Его перу принадлежит «Слово на Введение во храм Пресвятой Богородицы», канон сорока мученикам и канон Кресту Господню (написан в ямбическом триметре).
В одеждах нищего Прокопиос прибыл на Афон, где избрал для жительства место называемое Ксиропотам («сухой поток»), на котором находились руины существовавшей здесь ранее обители, устроенной на средства императрицы Пульхерии и освящённой в честь Сорока Севастийских мучеников. Приняв от пустынножителя Космы монашеский постриг с именем Павел, подвижник почитался святогорцами как истинный аскет и молитвенник.
С восшествием на византийский престол императора Романа I Лакапина, преподобный через протат был призван в Константинополь, где ему была организована пышная встреча. Исцелив от болезни императора, преподобный отклонил предложения остаться в столице и вернулся на Афон, испросив от благодарного императора содействовия в восстановлении монастыря Ксиропотам. По возобновлении обители и освящения в ней соборного храма на святом престоле была возложена часть Честного Древа Животворящего Креста Господня, переданная святому Павлу императором Романом. Поручив управление Ксиропотамом одному из своих учеников, преподобный Павел удалился в отдаленную пустынь, но когда его строгое безмолвие было вновь нарушено учениками, не желавшими покидать своего старца, преподобный испросил у императора средства для постройки новой обители, посвятив его святому великомученику и победоносцу Георгию. Став первым настоятелем нового монастыря, преподобный Павел также принёс в неё частицы Честного Древа Креста Господня.
Получив извещение от Бога о своей скорой кончине, преподобный Павел собрал у себя братию монастыря Ксиропотам и новооснованного монастыря святого Георгия и дал им последнее наставление. В день кончины преподобный Павел облачился в мантию, прочитал молитву святого Иоанникия, которую произносил постоянно: «Упование мое — Отец, прибежище мое — Сын, покров мой — Дух Святый, Троица Святая, слава Тебе», и приобщился Святых Христовых Таин. Похоронить свое тело святой Павел завещал на полуострове Лонгосе.
Когда тело почившего перевозили для захоронения, лодку отнесло далеко в море и в конце пути прибило к берегам Константинополя, где император и Константинопольский патриарх с особым почтением приняли тело святого и торжественно положили в Великой церкви. После разгрома Константинополя крестоносцами мощи святого Павла были перенесены в Венецию.